# Sztaroje Drozzsanoje-i járás

A Sztaroje Drozzsanoje-i járás Tatárföldön

A Sztaroje Drozzsanoje-i járás (oroszul Дрожжановский район, tatárul Чүпрәле районы, csuvas nyelven Çĕпрел районĕ) Oroszország egyik járása Tatárföldön. Székhelye Sztaroje Drozzsanoje.

## Népesség
- 1989-ben 30 185 lakosa volt.
- 2002-ben 27 800 lakosa volt.
- 2010-ben 25 753 lakosa volt, melyből 14 812 tatár, 10 594 csuvas, 282 orosz, 8 mordvin, 6 baskír, 4 ukrán, 3 udmurt, 2 mari.